# هایمباخ
شهر هایمباخدر ایالت نوردراین-وستفالن در کشور آلمان واقع شده‌است.